# Swietno
Swietno era una vila de la Gran Polònia, prop de la frontera amb Silèsia. Durant la insurrecció polonesa del gener del 1919 a la zona, amb combats entre les restes de l'exèrcit alemany i els nacionalistes polonesos, un sacerdot luterà alemany anomenat Emil Hegmann va proclamar la república i la neutralitat del seu territori buscant evitar la incorporació de la comarca, de majoria alemanya, a Polònia. La bandera utilitzada fou la bandera imperial alemanya.
La república fou ocupada pels alemanys el 10 d'agost del 1919 i annexionada el 20 del mateix mes.